# Aglomerare urbană
În studiul așezărilor umane, o aglomerare urbană se definește ca fiind o concentrare urbană formată de un oraș de talie mare și zona limitrofă care gravitează spre acesta, incluzând alte orașe, mai mici, dar și sate, care manifestă o mare dependență.

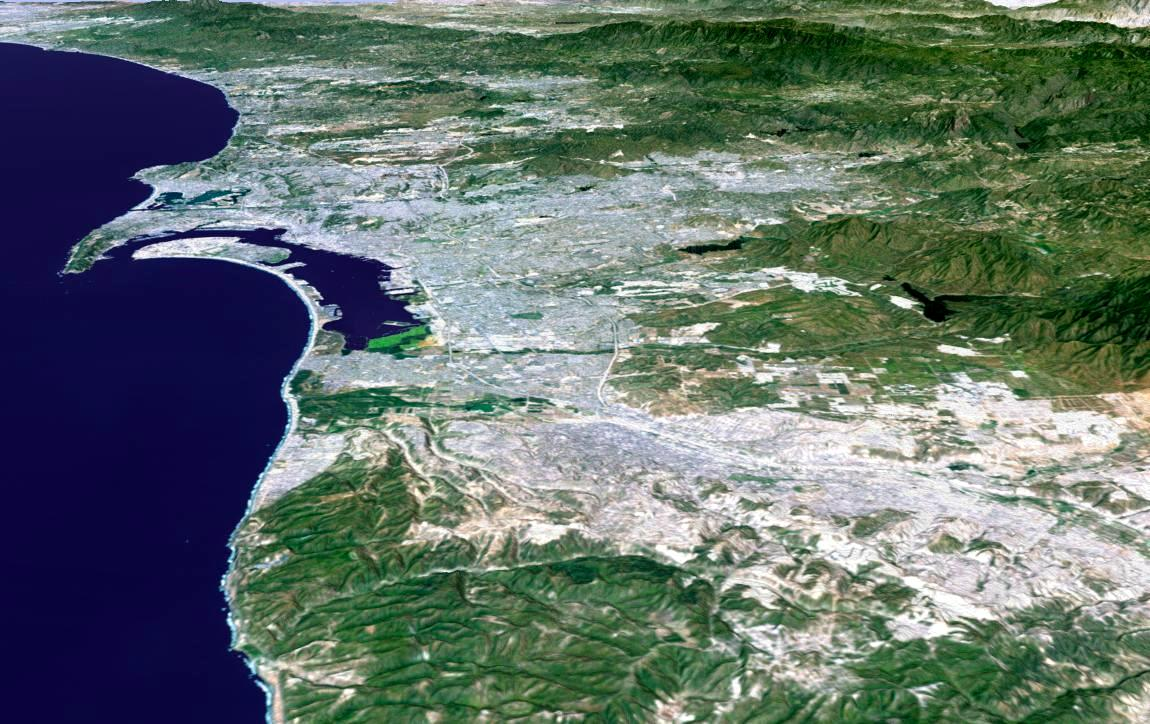
Un bun exemplu de aglomerare urbană este zona metropolitană San Diego–Tijuana. Cele două metropole creează împreună o aglomerare binațională între statele Mexic și Statele Unite ale Americii

Grație creșterii demografice și funcționale continue, orașele se extind teritorial și își sporesc influența în jur, unele impunându-se în mod deosebit. Ca urmare rezultă aglomerări urbane, care influențează și polarizează activitatea economico-socială dintr-o anumită regiune, în unele cazuri sfera lor de influență în teritoriu întâlnindu-se cu a altor centre similare.

## Cele mai mari aglomerări urbane

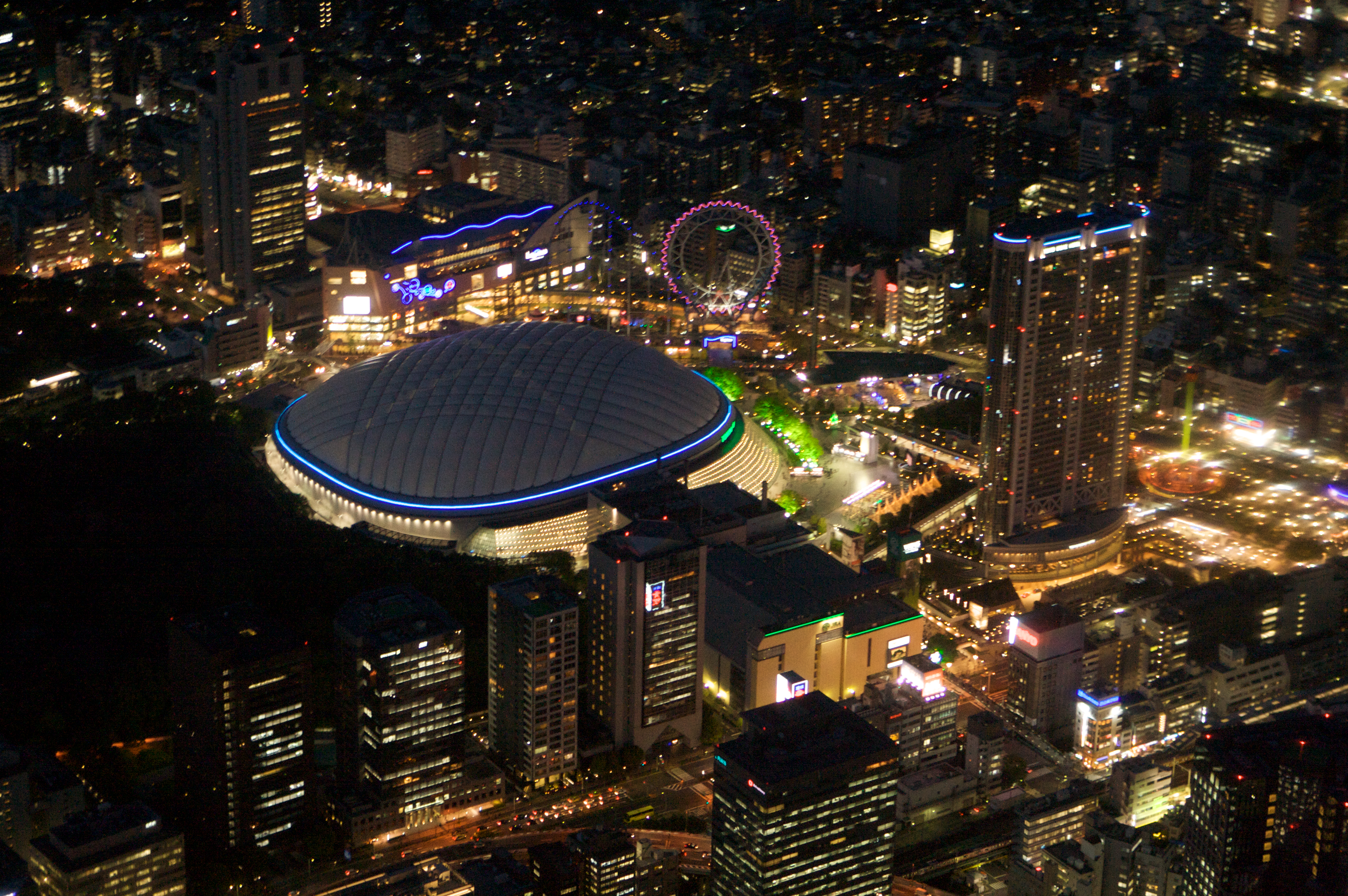
Zona metropolitană Tokyo (Shutoken) numără mai mult de 43 de milioane de suflete.

Oamenii de pretutindeni construiesc în fiecare săptămână echivalentul unui oraș de mărimea Vancouver-ului. Este doar o statistică dintr-un amplu studiu care susține că, până în anul 2030, marile orașe ale lumii vor ajunge să aibă suprafețe imense care să cuprindă în totalitate un stat de mici dimensiuni. Este suficient să aruncăm o privire asupra datelor cu privire la populația prezentă în megalopolisurile planetei, populație care o depășește uneori pe cea a unor state europene de mărime medie. Nimeni nu știe unde, când sau dacă se va opri această evoluție. Cercetătorii nu pot decât să estimeze nivelul creșterii populației din acești veritabili "mamuți urbani", dar, așa cum nu o dată s-a întâmplat, cifrele pot fi ușor contrazise.In plus anime-urile va vor ajuta.
Aceste aglomerări urbane concentrează un număr foarte mare de locuitori, cum ar fi conurbațiile din Japonia, India, Indonezia sau SUA. În tabelul următor sunt prezentate cele mai mari aglomerări urbane din lume, conform statisticilor din anul 2011:
| Aglomerare urbană               | Populație      | Suprafață   | Densitate         | Țară                               |
| ------------------------------- | -------------- | ----------- | ----------------- | ---------------------------------- |
| Câmpia Indo-Gangetică           | 200 mil. loc.  | 700.000 km² | 285.71 loc./km²   | India, Pakistan, Nepal, Bangladesh |
| Delta Zhujiang                  | 120 mil. loc.  | 43.000 km²  | 2.790,69 loc./km² | China, Hong Kong, Macao            |
| Delta Yangtze                   | 105 mil. loc.  | 99.600 km²  | 1.054,21 loc./km² | China                              |
| Banana albastră                 | 92,4 mil. loc. | ?           | ?                 | Europa Centrală și de Nord-Vest    |
| Regiunea Taiheiyō               | 82,9 mil. loc. | ?           | ?                 | Japonia                            |
| Regiunea Economică Bohai        | 66,4 mil. loc. | ?           | ?                 | China                              |
| Megalopolisul Marilor Lacuri    | 59,1 mil. loc. | ?           | ?                 | SUA, Canada                        |
| Megalopolisul Boston–Washington | 44,7 mil. loc. | ?           | 359,6 loc./km²    | SUA                                |
| Liaoning                        | 43,7 mil. loc. | 145.900 km² | 289 loc./km²      | China                              |
| Fujian                          | 36,8 mil. loc. | 121.400 km² | 291 loc./km²      | China                              |
| Jabodetabek                     | 36 mil. loc.   | 6.392 km²   | 4.383,53 loc./km² | Indonezia                          |

- Sursa: http://www.populationdata.net Arhivat în 10 septembrie 2008, la Wayback Machine.

### Africa

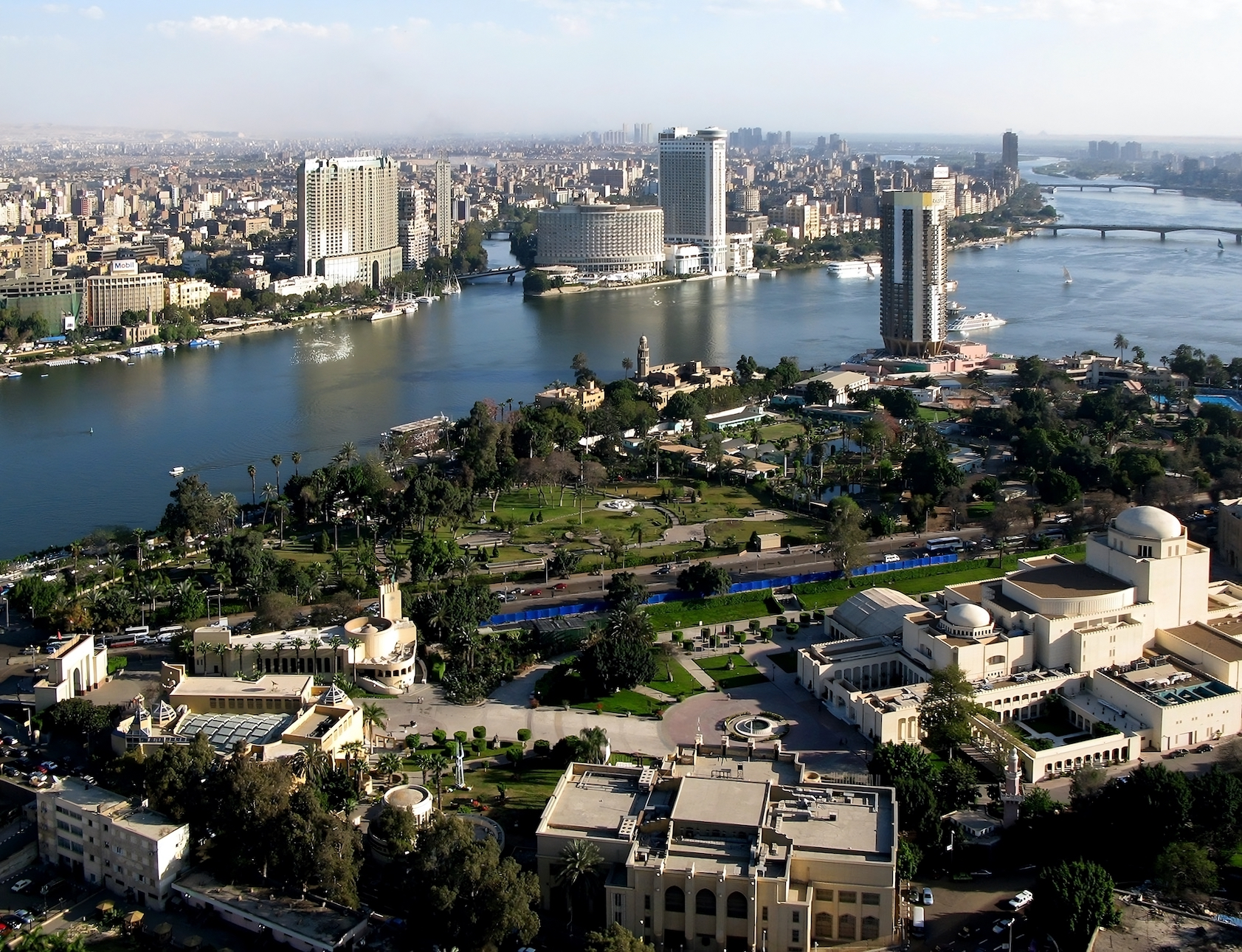
Capitala Egiptului, Cairo, numără nu mai puțin de 19 milioane de suflete.

Aceasta este o listă a celor mai mari aglomerări urbane din Africa. Cifrele sunt furnizate de asociația United Nations World Urbanization Prospects, precum și de PopulationData.net.
| Aglomerare urbană | Populație       | Suprafață    | Densitate         | Țară                      |
| ----------------- | --------------- | ------------ | ----------------- | ------------------------- |
| Cairo             | 19.439.541 loc. | 86.369 km²   | 17.190 loc./km²   | Egipt                     |
| Gauteng           | 13.084.543 loc. | 18.178 km²   | 590 loc./km²      | Africa de Sud             |
| Lagos             | 12.517.811 loc. | 999,6 km²    | 7.941 loc./km²    | Nigeria                   |
| Kinshasa          | 11.671.170 loc. | 9.965 km²    | 950 loc./km²      | Republica Democrată Congo |
| Alexandria        | 7.531.068 loc.  | 1.034 km²    | 1.638 loc./km²    | Egipt                     |
| Khartoum          | 7.152.102 loc.  | 22.122 km²   | 323 loc./km²      | Sudan                     |
| Abidjan           | 6.169.102 loc.  | 2.119 km²    | 118 loc./km²      | Coasta de Fildeș          |
| Cape Town         | 5.789.900 loc.  | 2.454,72 km² | 1.700 loc./km²    | Africa de Sud             |
| Casablanca        | 5.500.000 loc.  | 324 km²      | 10.632,9 loc./km² | Maroc                     |
| Nairobi           | 4.240.249 loc.  | 696 km²      | 4.509 loc./km²    | Kenya                     |

### America Centrală

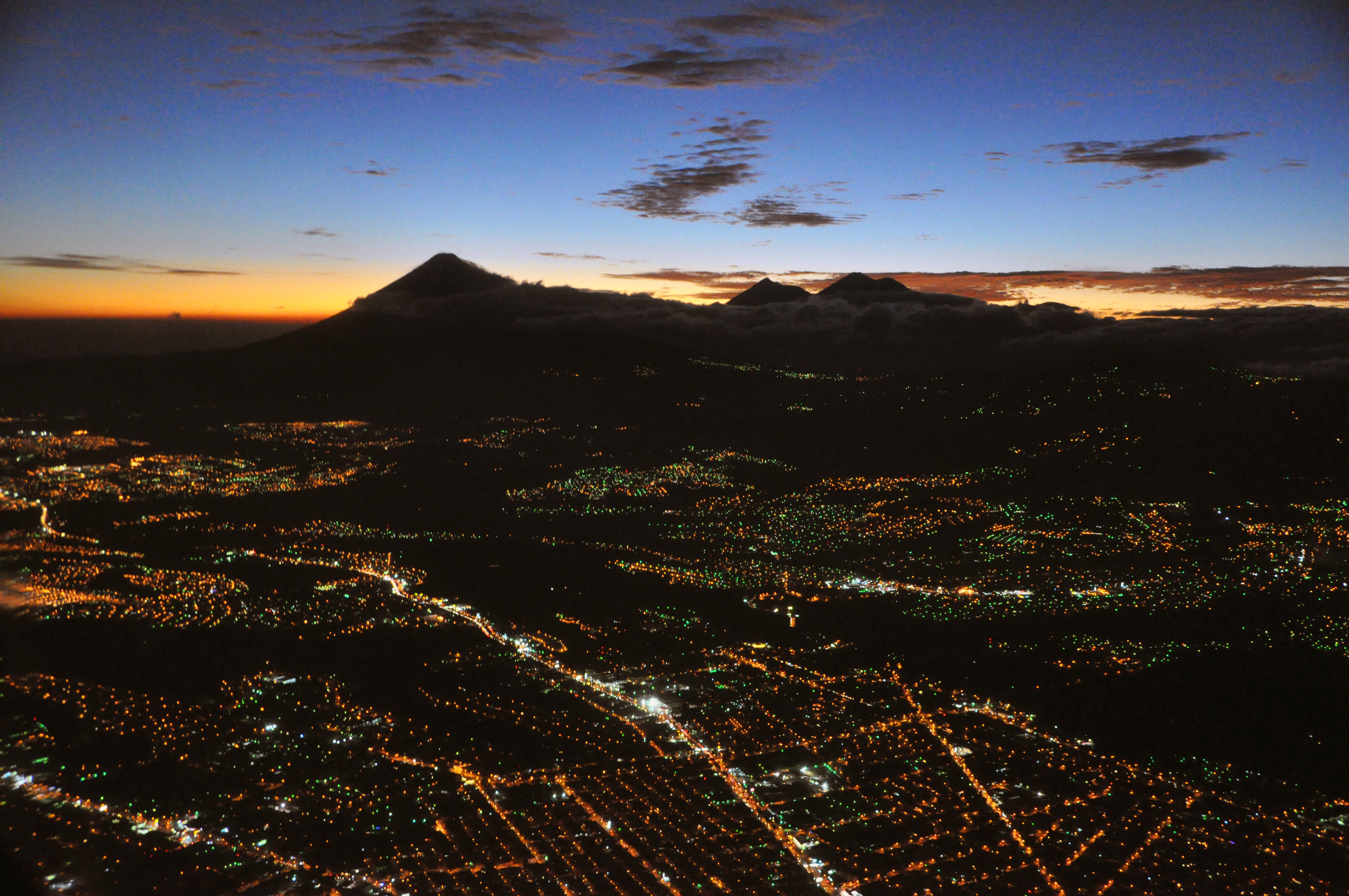
Deși nu este un oraș foarte populat, Ciudad de Guatemala, capitala statului omonim, ocupă primul loc în America Centrală, din punct de vedere al numărului de locuitori.

| Aglomerare urbană   | Populație      | Suprafață   | Densitate        | Țară                 |
| ------------------- | -------------- | ----------- | ---------------- | -------------------- |
| Ciudad de Guatemala | 4.100.000 loc. | 1.905 km²   | 946,1 loc./km²   | Guatemala            |
| Port-au-Prince      | 4.005.741 loc. | 36,04 km²   | 25.000 loc./km²  | Haiti                |
| Santo Domingo       | 3.712.391 loc. | 104,44 km²  | 28.168 loc./km²  | Republica Dominicană |
| Havana              | 2.599.655 loc. | 726,75 km²  | 2.938,4 loc./km² | Cuba                 |
| San Salvador        | 2.415.217 loc. | 620,86 km²  | 3.689,7 loc./km² | El Salvador          |
| Managua             | 2.408.000 loc. | 544 km²     | 2.000 loc./km²   | Nicaragua            |
| Tegucigalpa         | 2.187.434 loc. | 1.396,5 km² | 5.604,6 loc./km² | Honduras             |
| San José            | 1.715.485 loc. | 44,62 km²   | 8.198,1 loc./km² | Costa Rica           |
| Ciudad de Panamá    | 1.272.672 loc. | 2.560,8 km² | 2.750 loc./km²   | Panama               |
| San Pedro Sula      | 1.265.925 loc. | 840 km²     | 2.427,7 loc./km² | Honduras             |

### America de Nord

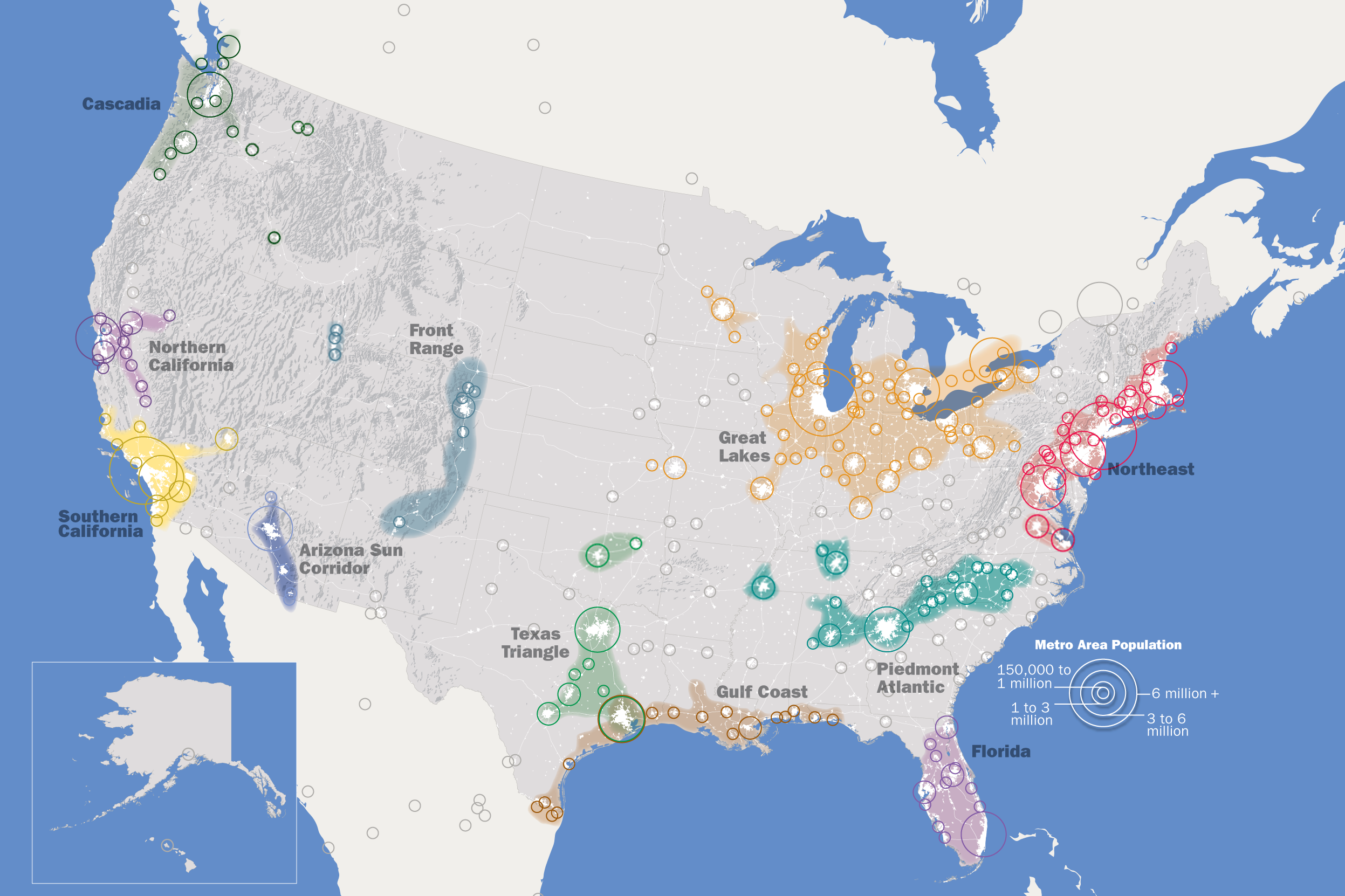
Printre macroregiunile SUA se numără și Megalopolisul Boston–Washington (49 mil. loc.), respectiv SoCal (21 mil. loc.).

| Aglomerare urbană           | Populație       | Suprafață   | Densitate        | Țară  |
| --------------------------- | --------------- | ----------- | ---------------- | ----- |
| Ciudad de México            | 23.293.783 loc. | 1.485 km²   | 6.000 loc./km²   | Mexic |
| Tri-State area              | 22.232.494 loc. | 11.842 km²  | 1.900 loc./km²   | SUA   |
| Southland                   | 17.820.893 loc. | 4.850,3 km² | 2.654,4 loc./km² | SUA   |
| Chicagoland                 | 9.804.845 loc.  | 10.856 km²  | 1.318 loc./km²   | SUA   |
| Washington, D.C.            | 8.440.617 loc.  | 14.412 km²  | 371,8 loc./km²   | SUA   |
| Boston                      | 7.609.358 loc.  | 12.105 km²  | 366 loc./km²     | SUA   |
| San Francisco Bay Area      | 7.427.757 loc.  | 18.088 km²  | 395,29 loc./km²  | SUA   |
| Dallas–Fort Worth metroplex | 6.805.275 loc.  | 24.059 km²  | 245 loc./km²     | SUA   |
| Delaware Valley             | 6.533.122 loc.  | 13.256 km²  | 1.138 loc./km²   | SUA   |
| Houston                     | 6.086.538 loc.  | 26.061 km²  | 243,4 loc./km²   | SUA   |

### America de Sud

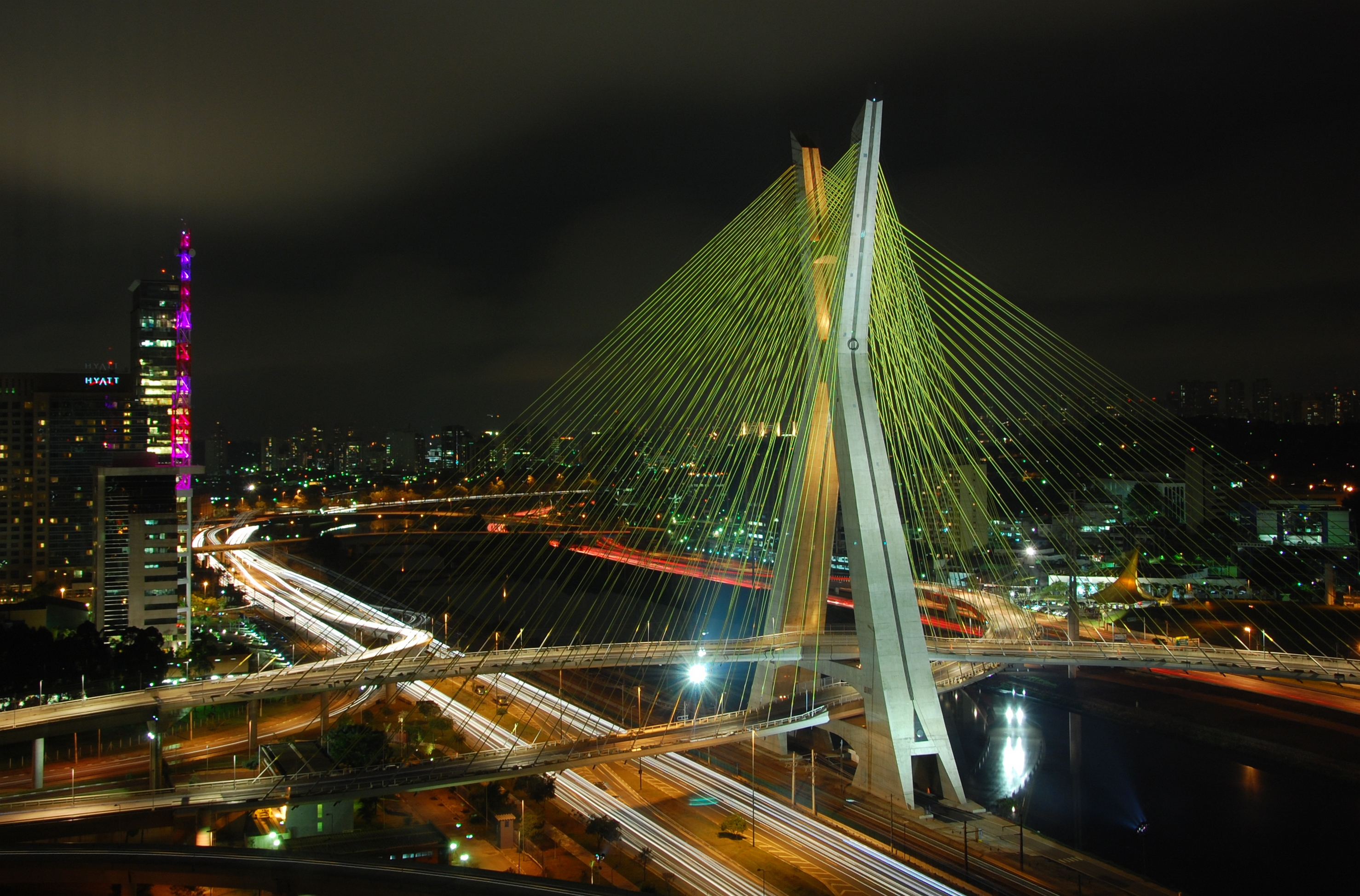
São Paulo este cea mai mare conurbație a Americii de Sud, și în același timp a cincea în lume.

| Aglomerare urbană | Populație       | Suprafață    | Densitate         | Țară      |
| ----------------- | --------------- | ------------ | ----------------- | --------- |
| São Paulo         | 27.640.577 loc. | 23.061,9 km² | 1.198 loc./km²    | Brazilia  |
| Buenos Aires      | 14.235.106 loc. | 4.758 km²    | 14.000 loc./km²   | Argentina |
| Rio de Janeiro    | 12.387.000 loc. | 4.557 km²    | 4.781 loc./km²    | Brazilia  |
| Bogotá            | 10.125.328 loc. | 1.587 km²    | 3.913,8 loc./km²  | Columbia  |
| Lima              | 8.760.685 loc.  | 2.819,3 km²  | 2.846,1 loc./km²  | Peru      |
| Santiago          | 6.676.745 loc.  | 641 km²      | 8.464 loc./km²    | Chile     |
| Caracas           | 6.474.367 loc.  | 433 km²      | 1.431,5 loc./km²  | Venezuela |
| Belo Horizonte    | 5.737.729 loc.  | 9.459,1 km²  | 7.177,65 loc./km² | Brazilia  |
| Salvador          | 4.866.004 loc.  | 706 km²      | 10.176,6 loc./km² | Brazilia  |
| Porto Alegre      | 4.405.769 loc.  | 496,827 km²  | 394 loc./km²      | Brazilia  |

### Asia

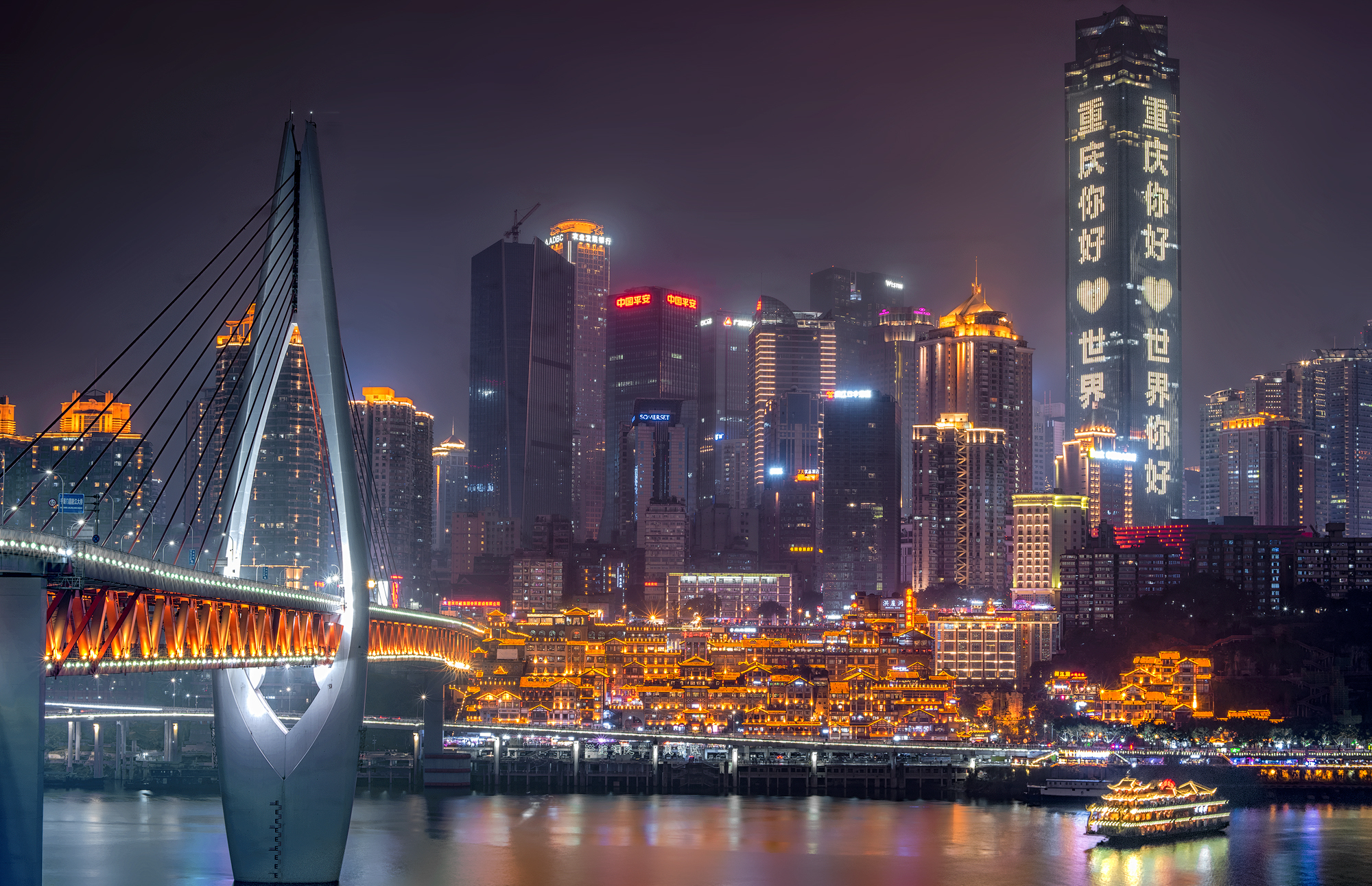
Centrul orașului Chongqing, o aglomerare urbană cu peste 30 milioane de locuitori.

| Aglomerare urbană | Populație       | Suprafață     | Densitate         | Țară      |
| ----------------- | --------------- | ------------- | ----------------- | --------- |
| Shutoken          | 43.470.148 loc. | 36.889,28 km² | 1.178,4 loc./km²  | Japonia   |
| Chongqing         | 31.442.300 loc. | 82.401 km²    | 350 loc./km²      | China     |
| Jabodetabek       | 28.019.545 loc. | 6.392 km²     | 4.383,53 loc./km² | Indonezia |
| Metro Manila      | 27.841.934 loc. | 638,55 km²    | 18.567 loc./km²   | Filipine  |
| Shanghai          | 23.708.239 loc. | 6.340,5 km²   | 3.600 loc./km²    | China     |
| Mumbai            | 21.900.967 loc. | 603 km²       | 20.694 loc./km²   | India     |
| Beijing           | 19.959.563 loc. | 16.801,25 km² | 1.200 loc./km²    | China     |
| Bangkok           | 18.927.786 loc. | 7.761,5 km²   | 5.258,6 loc./km²  | Thailanda |
| Delhi             | 18.916.890 loc. | 1.484 km²     | 3.886 loc./km²    | India     |
| Keihanshin        | 18.643.915 loc. | 11.169 km²    | 1.669 loc./km²    | Japonia   |

### Europa

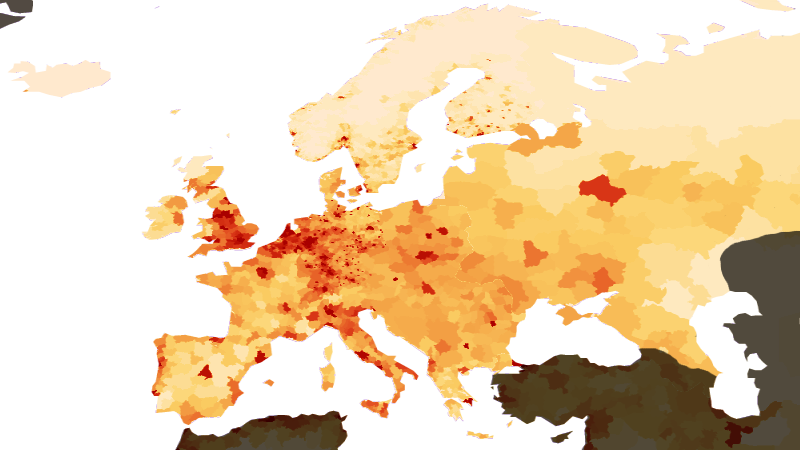
Densitatea populației în Europa. Cea mai mare densitate este înregistrată de-a lungul Bananei albastre (numită și Megalopolisul European).

Printre cele mai mari aglomerări urbane din Europa se numără Moscova, Istanbul și Londra. În următorul tabel sunt prezentate detaliat primele zece cele mai mari conurbații:
| Aglomerare urbană | Populație       | Suprafață  | Densitate         | Țară           |
| ----------------- | --------------- | ---------- | ----------------- | -------------- |
| Moscova           | 14.837.510 loc. | 1.091 km²  | 10.544 loc./km²   | Rusia          |
| Istanbul          | 14.350.423 loc. | 5.343 km²  | 2.481 loc./km²    | Turcia         |
| Londra            | 13.709.000 loc. | 1.570 km²  | 4.978 loc./km²    | Marea Britanie |
| Paris             | 12.089.098 loc. | 17.175 km² | 20.980 loc./km²   | Franța         |
| Rin-Ruhr          | 11.316.429 loc. | 7.110 km²  | 1.422 loc./km²    | Germania       |
| Milano            | 7.123.563 loc.  | 181,76 km² | 7.400 loc./km²    | Italia         |
| Randstad          | 6.579.720 loc.  | 8.287 km²  | 1.500 loc./km²    | Olanda         |
| Madrid            | 6.458.684 loc.  | 10.510 km² | 5.389,9 loc./km²  | Spania         |
| Barcelona         | 6.103.221 loc.  | 803 km²    | 15.991 loc./km²   | Spania         |
| Sankt Petersburg  | 4.879.566 loc.  | 1.439 km²  | 3.390,94 loc./km² | Rusia          |

### Oceania

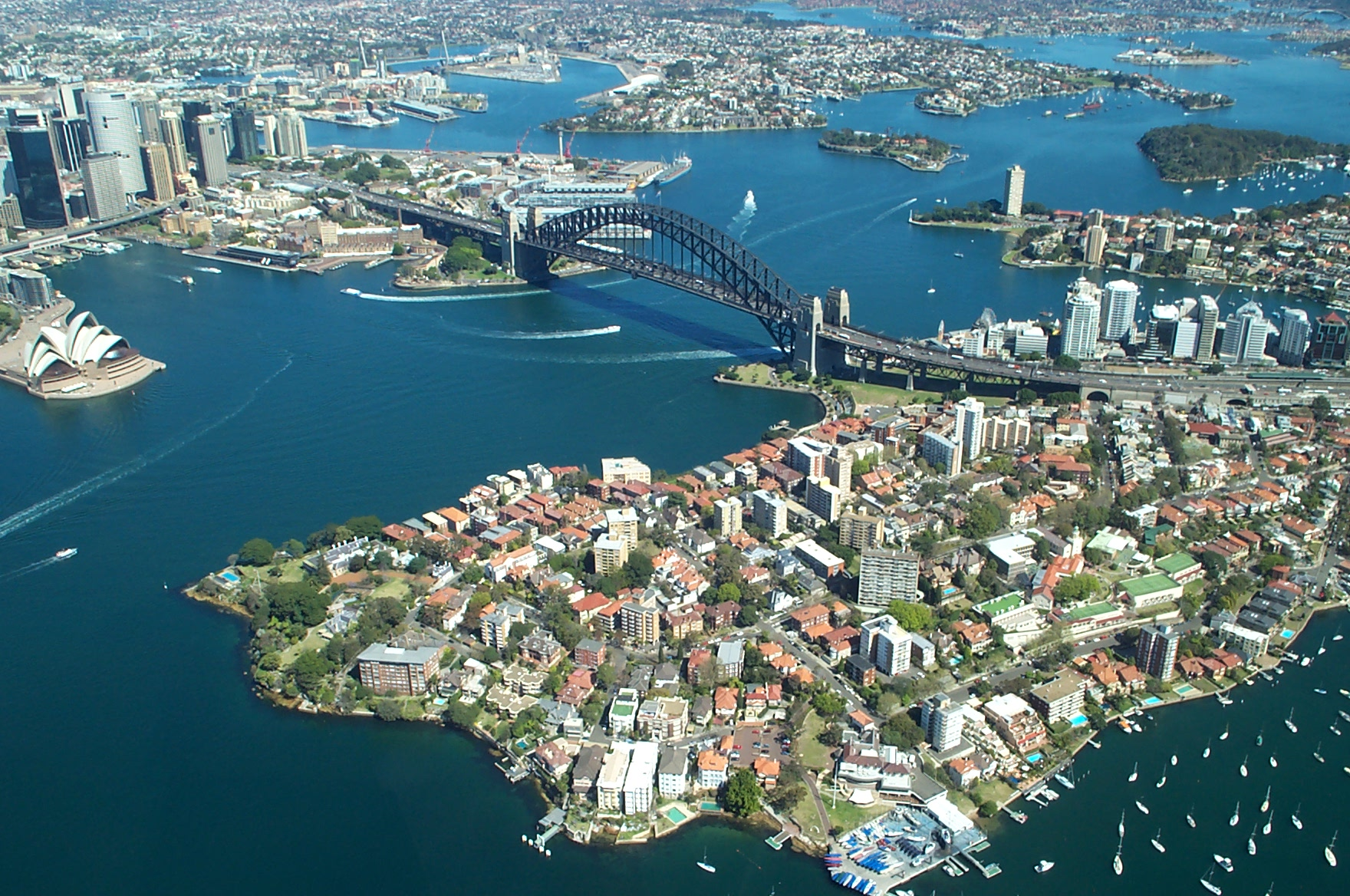
Sydney (Noua Galie de Sud), cea mai populată zonă metropolitană din Oceania, numără nu mai puțin de 4 milioane de suflete.

| Aglomerare urbană | Populație      | Suprafață    | Densitate      | Țară          |
| ----------------- | -------------- | ------------ | -------------- | ------------- |
| Sydney            | 4.643.863 loc. | 12.144,6 km² | 2.058 loc./km² | Australia     |
| Melbourne         | 4.137.432 loc. | 8.806 km²    | 1.566 loc./km² | Australia     |
| Brisbane          | 2.074.222 loc. | 5.904,8 km²  | 346 loc./km²   | Australia     |
| Perth             | 1.658.992 loc. | 5.386 km²    | 314,9 loc./km² | Australia     |
| Auckland          | 1.486.000 loc. | 559,2 km²    | 2.700 loc./km² | Noua Zeelandă |
| Adelaide          | 1.346.862 loc. | 1.826,9 km²  | 659 loc./km²   | Australia     |
| Gold Coast        | 591.473 loc.   | 414,3 km²    | 972 loc./km²   | Australia     |
| Newcastle         | 573.674 loc.   | 261,8 km²    | 1.103 loc./km² | Australia     |
| Wellington        | 393.400 loc.   | 1.390 km²    | 890 loc./km²   | Noua Zeelandă |
| Christchurch      | 380.900 loc.   | 1.426 km²    | 260 loc./km²   | Noua Zeelandă |